# Marian Pană
Marian Pană (n. 24 decembrie 1968, la Moreni, Județul Dâmbovița) este un antrenor român de fotbal, care în prezent antrenează echipa FC Bihor Oradea. Ca fotbalist, Marian Pană a jucat pe postul de fundaș lateral stânga. A acumulat 209 meciuri și 21 de goluri în prima divizie, 9 partide în cupele europene și 2 selecții în naționala Romaniei, ambele în 1991, în meciuri amicale împotriva Egiptului. A cunoscut consacrarea în tricoul echipei Dinamo București, alături de care a devenit campion al României în 1992. Și-a început cariera de antrenor în 2001, la Petrolul Târgoviște. În 2002 a ajuns la CS Otopeni, echipă pe care în 2004 a promovat-o în Liga a II-a. În 2008 a reușit aceeași performanță cu Cetatea Suceava. În 2010 a fost numit în funcția de manager general al echipei Universitatea Cluj, proaspăt promovată în Liga I. După doar câteva luni, în noiembrie 2010 a demisionat. În ianuarie 2011 a fost numit antrenor principal la Unirea Alba Iulia dar a părăsit echipa în favoarea lui Unirea Urziceni după numai trei săptămâni.